# Lucilius cel Tânăr
Lucilius cel Tânăr (secolul I) a fost procurator al Siciliei în timpul domniei lui Nero, prieten și corespondent al lui Seneca și autor posibil al Aetna, un poem care a supraviețuit până în zilele noastre.

## Viața
Informațiile cunoscute despre Lucilius provin din scrierile lui Seneca, mai ales din Scrisorile morale, care sunt adresate lui Lucilius. Seneca i-a dedicat, de asemenea, enciclopedia Naturales Quaestiones și eseul De Providentia. Lucilius pare să fi fost originar din regiunea Campania, iar Seneca se referă în mod repetat la „iubitul tău Pompeii”. În perioada în care Seneca a scris Scrisorile (c. 65 d. Hr), Lucilius era procurator (și, posibil, guvernator) al Siciliei. El era eques, un rang pe care l-a obținut prin „muncă persistentă”, și deținea o vilă rurală în Ardea, la sud de Roma. Seneca laudă într-una din cele mai scurte scrisori o carte pe care Lucilius o scrisese și în altă parte citează câteva versuri dintr-o poezie a lui Lucilius.

## Aetna
Aetna este un poem cu 644 de versuri despre originea activității vulcanice, care a fost atribuit lui Vergilius, Cornelius Severus și Manilius.
Scrierea sa a fost plasată în poi în timp până în jurul anului 44 î.Hr., pe motiv că anumite opere de artă, despre care se știa că au fost aduse la Roma în jurul acestei date, sunt menționate ca aflându-se departe de oraș. Dar cum autorul pare să fi cunoscut și să fi făcut uz de lucrarea Quaestiones Naturales a lui Seneca (scrisă în jurul anului 65 d.Hr.), și nu se face nicio mențiune la marea erupție a Vezuviului (AD 79), timpul scrierii sale pare să se afle între aceste două date. Argumentele care-l dau pe Lucilius ca autor sunt prietenia sa cu Seneca și familiarizarea cu scrierile lui; faptul că el a deținut câtva timp funcția de procurator imperial al Siciliei și astfel era familiarizat cu regiunea; și că el a fost autorul unui poem despre Sicilia. S-a obiectat că menționarea sa în scrisoarea lui Seneca din 79, care este autoritatea principală cu privire la acest subiect, în care el pare că-i cere lui Lucilius să introducă tema din Aetna doar ca un episod în proiectatul său poem, nu-l face obiectul unui tratament separat. Sursele Aetnei sunt Poseidonios din Apamea și, probabil, pseudo-aristotelicul De Mundo, în timp ce există multe reminiscențe din scrierile lui Lucretius. Poemul și-a pierdut importanța într-un stat foarte corupt, iar dificultățile citirii sale sunt sporite de natura lipsită de poezie a subiectului, de lipsa de concizie și de utilizarea deranjantă a metaforei.